# Chad Brown
Chad Lewis Brown (13 de agosto de 1961 – 2 de julho de 2014) foi um ator, jogador profissional de pôquer e comentarista esportivo estadunidense. Brown era patrocinado pelo site de pôquer PokerStars. Brown era casado com a também jogadora profissional de pôquer Vanessa Rousso.
Faleceu em 2014 após lutar por três anos contra um tipo raro de câncer, um dia depois que a World Series of Poker o homenageou com um bracelete honorário, honraria nunca antes concedida a outro jogador.

## Filmografia
- 1990 - Qualcosa in più .... George
- 1990 - Basket Case 2 .... News Man
- 1993 - Caesar's Challenge (TV) .... Assistente
- 1996 - Miami Hustle (TV) .... Bartender
- 1998 - Maximum Bob .... Pesky Reporter
- 2006 - National Heads-Up Poker Championship (TV)